# شجاع (فیلم ۲۰۱۱)
شجاع (انگلیسی: Courageous) فیلمی در ژانر درام به کارگردانی آلکس کندریک است که در سال ۲۰۱۱ منتشر شد. از بازیگران آن می‌توان به الکس کندریک و کوین داونز اشاره کرد.